# Рубен Руїс Діас
Рубен Руїс Діас (ісп. Rubén Ruiz Díaz, нар. 11 листопада 1969, Асунсьйон) — парагвайський футболіст, що грав на позиції воротаря.
Виступав, зокрема, за клуб «Монтеррей», а також національну збірну Парагваю.

## Клубна кар'єра
У дорослому футболі дебютував виступами за «Рубіо Нью», в якому розпочав грати у 15-річному віці й провів чотири сезони в другому парагвайському дивізіоні. Згодом з 1989 по 1992 рік грав у Аргентині у складі клубів «Тальєрес» та «Сан-Лоренсо».
Своєю грою за останню команду привернув увагу представників тренерського штабу мексиканського клубу «Монтеррей», до складу якого приєднався 1992 року. Відіграв за команду з Монтеррея наступні шість сезонів своєї ігрової кар'єри. Більшість часу, проведеного у складі «Монтеррея», був основним голкіпером команди. У перший сезон з «Монтереєм» він виграв Кубок Мексики. У 1993 році став віце-чемпіоном країни. Він також виграв Кубок володарів кубків КОНКАКАФ.
1999 року недовго пограв за «Пуеблу», після чого повернувся у Аргентину, де грав за «Естудьянтес» та «Тальєрес».
Завершував професійну ігрову кар'єру у Мексиці в клубах «Сакатепек» та «Некакса», де грав до 2005 року.

## Виступи за збірну
Не маючи у своєму активі жодного матчу за збірну, був включений до заявки на Кубок Америки 1989 року у Бразилії, на якому 9 липня 1989 року дебютував в офіційних матчах у складі національної збірної Парагваю проти господарів турніру (0:2). У підсумку зайняв з командою 4 місце на турнірі.
Згодом брав участь у Кубку Америки 1991 року у Чилі, літніх Олімпійських іграх 1992 у Барселоні, Кубку Америки 1995 року в Уругваї та Кубку Америки 1997 року у Болівії, а також чемпіонаті світу 1998 року у Франції, але на більшості турнірів, зокрема і на «мундіалі», був лише дублером легендарного Хосе Луїса Чилаверта.
Протягом кар'єри у національній команді, яка тривала 10 років, провів у формі головної команди країни 14 матчів.